# أندرسون ماركيز
أندرسون ماركيز (بالبرتغالية: Anderson Marques‏) (6 فبراير 1983 في البرازيل - ) هو لاعب كرة قدم برازيلي في مركز الدفاع. لعب مع جمعية بورتوغيزا الرياضية وغريميو بورتو أليغرينزي ونادي بارتيزان ونادي ساو كايتانو ونادي سيارا ونادي غريميو بارويري ونادي نوروستي الرياضي وغراميو اساسكو اوداكس اسبورت كلوب وريد بول برازيل.

## وصلات خارجية
- أندرسون ماركيز على موقع قاعدة بيانات كرة القدم.إي يو (الإنجليزية)
- أندرسون ماركيز على موقع Soccerway.com (الإنجليزية)